# Dědová
Dědová là một khu tự quản và làng thuộc huyện Chrudim, vùng Pardubický, Cộng hòa Séc. Dědová có khoảng 100 nhân khẩu.